# Flygplatskontrollant i Sverige
Flygplatskontrollant (Även benämnd luftfartsskyddskontrollant, airport security, ibland benämnda säkerhetskontrollanter. Egentligen “Särskilt utsedd person som förordnats av Polismyndigheten enligt lag om luftfartsskydd”)
Flygplatskontrollanter är tjänstemän med särskilda befogenheter inom luftfartsskyddet. De förebygger/bekämpar brott som utgör fara för säkerheten vid luftfart och bedriver kontroll av samtliga resenärer enligt EU-gemensamma bestämmelser och svenska föreskrifter. Kontrollanterna utför även kontroll av post och frakt, personal och andra personer som befinner sig på flygplatsens område.

## Historia
Från 1970-talet fram till 2005 fanns lag om särskild kontroll på flygplats. Lagen gav polismyndigheterna befogenhet att efter särskilt beslut av rikspolisstyrelsen utföra kontroll av passagerare och deras bagage. Kontrollerna utfördes i polismyndighetens regi av polismän med hjälp av civilanställda särskilt förordnade flygplatskontrollanter. Efter 11 september-attackerna 2001 blev kontrollerna allt vanligare samtidigt som hotbilden förändrats. Den 16 december 2002 kom EU-gemensamma skyddsregler för den civila luftfarten. Man såg därför ett behov av att göra om systemet med de svenska flygplatskontrollerna. Den nya lagen kom att heta lag (2004:1100) om luftfartsskydd och trädde i kraft första januari 2005.
Vid införandet av lag om luftfartsskydd delade man ansvaret för säkerhetskontrollerna mellan polisen och flygplatshavaren. Flygplatshavaren var med undantag för några mindre flygplatser Luftfartsverket, idag statligt ägda Swedavia AB. Flygplatshavaren fick det övergripande ansvaret medan polismyndigheten behöll ansvaret för ledningen av kontrollverksamheten. 

## Kontrollantens befogenheter och skyldigheter

### Förordnade kontrollanter har befogenhet att
- Utföra säkerhetskontroll som följer av EU-gemensamma regler, (EG) nr 300/2008[7]
- Besluta om kroppsvisitation av personer på flygplatsens område (landsida och flygsida)[8]
- Besluta om undersökning (husrannsakan) av väskor, fordon eller andra slutna förvaringsställen inom flygplatsens område (landsida och flygsida)[8]
- Ta föremål som påträffas i beslag enligt reglerna i rättegångsbalken[9]
- Avvisa eller avlägsna personer med stöd av lag om luftfartsskydd eller luftfartslagen[10]
- Flygplatskontrollanter kan gripa personer som begår brott eller är efterlysta, gripandet görs då enligt “envarsregeln” i brottsbalken[11]

Kontrollanter utan förordnande får bara kontrollera den egna personalen och har inte samma befogenhet att använda ovanstående tvångsmedel.
Kontrollanten har i sin myndighetsutövning tjänstemannaskydd enligt huvudregeln i brottsbalken men har också ett förstärkt tjänstemannaskydd genom särskild lag.

### Kontrollanters skyldigheter
Kontrollanter ska bära funktionsbeteckningen “Airport Security” väl synligt.
Vid kontroll ska protokoll föras och bevis utfärdas om den undersökte begär det eller om föremål tas i beslag.
Visitation av väsentlig omfattning skall ske i avskilt utrymme.
Visitation av en kvinna får endast utföras av andra kvinnor. En kroppsvisitation av väsentlig omfattning avseende en kvinna får inte verkställas eller bevittnas av andra än kvinnor, läkare och legitimerade sjuksköterskor. En kontroll med hjälp av metalldetektor eller liknande anordning, eller som avser en kvinnas föremål, får dock utföras även av män.

## Utbildning
Personalen som arbetar i kontrollen skall vara utbildad och certifierad enligt EU-gemensam standard. Personalen ska i Sverige också godkännas som luftfartsskyddspersonal av Transportstyrelsen och förordnas av Polismyndigheten. Förordnande från Polismyndigheten krävs inte vid kontroll av den egna personalen, förordnande krävs inte heller för de som arbetar i kontrollen och är polismän.